# Oberirsen
Oberirsen è un comune di 661 abitanti della Renania-Palatinato, in Germania.
Appartiene al circondario (Landkreis) di Altenkirchen ed è parte della comunità amministrativa (Verbandsgemeinde) di Altenkirchen-Flammersfeld.